# Paul nie żyje

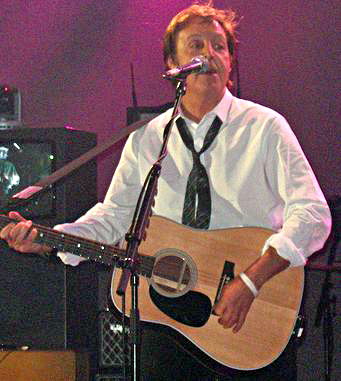
Prawdziwego Paula McCartneya miał zastąpić sobowtór.

Paul nie żyje (ang. Paul is dead) – miejska legenda głosząca, że Paul McCartney, członek rockowej grupy muzycznej The Beatles, zginął w wypadku samochodowym w 1966 roku, a został zastąpiony sobowtórem o imieniu William Campbell.
Dowodami na prawdziwość tej legendy mają być ukryte informacje zawarte głównie na okładkach płyt i w tekstach piosenek Beatlesów, również poprzez backmasking.

## Historia legendy
W formie pisemnej plotka o śmierci McCartneya pierwszy raz pojawiła się 17 września 1969 w czasopiśmie „The Times-Delphic” wydawanym przez Drake University. 12 października 1969 informację tę ogłosił DJ rozgłośni WKNR-FM (znajdującej się w Dearborn), Russ Gibb (współautor godzinnej audycji The Beatle Plot), po otrzymaniu anonimowego telefonu o śmierci McCartneya. Rozmówca zasugerował również odtworzenie piosenki „Revolution 9” od tyłu, dzięki czemu w pewnym momencie można było usłyszeć słowa: Turn me on, dead man (Podkręć mnie, martwy człowieku).
Fred Labour i John Gray, studenci Uniwersytetu Michigan, 14 października 1969 roku w gazecie „The Michigan Daily” opublikowali recenzję albumu Abbey Road pt. „McCartney dead; new evidence brought to light” (McCartney martwy; nowe dowody wyszły na światło dzienne), w której udowadniali, że informacje o śmierci McCartneya znajdują się na okładkach albumów Beatlesów. Terry Knight, DJ, a później piosenkarz wytwórni Capitol Records, odwiedzał Beatlesów w Londynie od sierpnia 1968 podczas nagrywania przez nich albumu White Album, podczas której odszedł Ringo Starr. Mimo że piosenka Terry’ego „Saint Paul” (Święty Paul lub Święty Paweł), mówi o zachodzącym rozpadzie Beatlesów, jesienią 1969 roku niektóre stacje radiowe utrzymywały, że jest to piosenka dedykowana „zmarłemu Paulowi”.
Plotka rozszerzyła się, kiedy to 21 października 1969 Roby Yonge z rozgłośni WABC nazwał ją „chaotyczną”, za co natychmiast został wyrzucony z pracy. Wkrótce później plotkę podchwyciły kolejne amerykańskie i zagraniczne media. Prawnik F. Lee Bailey wystąpił w godzinnym programie telewizyjnym, w którym zarówno podważał, jak i bronił teorii o śmierci McCartneya, a program zakończył ogólnym stwierdzeniem, że plotka jest nie do udowodnienia.
Plotka jest przedmiotem kilku książek, m.in. publikacji Andru J. Reeve’a Turn Me On, Dead Man (1994) i Benjamina Fitzpatricka Rumours from John, George, Ringo and Me (1997).
Analityk legendy Joel Glazier w 1978 postawił hipotezę, że „miłość” Johna Lennona do paragramów i edycji w studio mogła wpłynąć na ukrycie wskazówek w późniejszych albumach.
Rozwój internetu przyczynił się do powstania stron, których autorzy twierdzą, że McCartney przed i po 1966 to niekoniecznie ta sama osoba. Powstała również seria wideo Paul is dead – the rotten apple, tworzona przez użytkownika iamaphoney próbująca potwierdzić prawdziwość miejskiej legendy poprzez analizę utworów.

## Okoliczności rzekomej śmierci i zastąpienie sobowtórem
6 listopada 1966 po kłótni z pozostałymi członkami The Beatles McCartney miał opuścić studio i odjechał swoim autem marki Austin-Healey. W pewnej chwili na chodniku miał zauważyć kontrolerkę parkometrów o imieniu Rita, która ponoć przykuła jego uwagę tak, że artysta wjechał na skrzyżowanie na czerwonym świetle i spowodował wypadek samochodowy, a jego samochód się zapalił. Wskutek tego McCartney miał odnieść poważne i rozległe obrażenia głowy. Nazajutrz w gazecie ukazał się artykuł o wypadku, ale został on ocenzurowany, a nakład wycofano.
Członkowie The Beatles mieli ustalić, że McCartneya zastąpią sobowtórem. Zorganizowany przez zespół konkurs na sobowtóra ponoć wygrał William Campbell, którego miano poddać operacji plastycznej, aby zredukować minimalne różnice w wyglądzie. Jedyną różnicą widoczną „gołym okiem” miała być blizna na wardze Campbella, której McCartney nie miał. Po pewnym czasie zespół miał rozpocząć na okładkach i w tekstach piosenek umieszczanie wskazówek sugerujących, iż „prawdziwy” McCartney nie żyje.

## Wskazówki na okładkach albumów

### Yesterday and Today
Album z powodu okładki nazywano też Rzeźnickim albumem (ang The Butcher Album). Wytwórnia płytowa po premierze płyty otrzymała wiele skarg, dlatego album wycofano ze sprzedaży i niedługo później wydano ponownie, ale już z nową okładką. Kopie tego albumu są dziś rzadkością, płyty nie sprzedawano wówczas w sklepach, rozsyłano jedynie po rozgłośniach radiowych.
Okładka oryginalna (rzeźnicka)
- Pokrwawione ochłapy mięsa i rozczłonkowane lalki symbolizują okropny wypadek.
- Na prawym ramieniu Paula widać sztuczną szczękę. Zęby Paula miały zostać wybite podczas wypadku.
- George Harrison trzyma główkę lalki obok głowy Paula, co ma oznaczać, że jego głowa została zmiażdżona w wypadku.

Okładka zmieniona
- Paul siedzi wewnątrz kufra, który reprezentuje trumnę.
- Jedno z pierwszych zdjęć sobowtóra, widać bliznę na górnej wardze.

### Rubber Soul
- Zdjęcie jest zrobione z perspektywy człowieka spoczywającego w grobie. Beatlesi spoglądają w dół, na niego.
- Paul z fotografii nad uchem swojego narysowanego odpowiednika wskazuje na Lennona, patrzącego na tegoż podejrzliwym wzrokiem.
- Tytuł albumu jest w kształcie odwróconego serca, co oznacza śmierć. Sam tytuł Gumowa Dusza (czyli fałszywa) to aluzja do śmierci Paula.
- Fotografia jest zniekształcona, aby nie można było rozpoznać, że widnieje na niej sobowtór.

### Revolver (album)
- Paul jako jedyny na okładce jest zwrócony bokiem. To oznacza, że już nie jest jednym z Beatlesów.
- Na tej okładce po raz pierwszy pojawia się powtarzający motyw otwartej dłoni nad głową Paula. Oznacza, że osoba poniżej odeszła z tego świata.
- Sam tytuł Revolver ma być nawiązaniem do drzwi obrotowych (ang. revolving door) – Paul McCartney wychodzi, wchodzi William Campbell.
- Okładka jest rysowana – na fotografii łatwiej byłoby rozpoznać sobowtóra.

### Sgt. Pepper’s Lonely Hearts Club Band
Przód okładki
- Na okładce zebrani są słynni ludzie, którzy już nie żyją.
- Ludzie spoglądają na coś, co wygląda na świeżo wykopany grób z napisem „Beatles” uformowanym z kwiatów[8].
- Żółte kwiaty leżące pod napisem „Beatles” ułożone są w kształcie gitary basowej, czyli instrumentu, na którym grał McCartney[8]. Z ozdoby można odczytać również napis „PAUL?”[8].
- Na uformowanej z kwiatów gitarze leżą trzy pałeczki perkusyjne, które symbolizują trzech pozostałych Beatlesów.
- Nowelista i dziennikarz Steven Crane wskazuje dłonią na McCartneya jako na jedynego bohatera pogrzebu pokazanego na okładce[8].
- Lalka po prawej stronie okładki trzyma mały biały samochód z czerwonym przodem. To model samochodu, w którym miał zginąć McCartney.
- Pod lewą stopą lalki widać białą wazę z żółtymi kwiatami. Kiedy się jej uważniej przyjrzeć, przypomina samochód spadający ze skały, z którego buchają żółte płomienie.
- Pod literą „T” w napisie „Beatles” stoi figurka hinduskiego boga Śiwy, uchodzącego za symbol śmierci[8]. Jego ręka wskazuje na McCartneya.
- Wszyscy Beatlesi stoją bokiem, tylko McCartney zwrócony jest przodem. Cała trójka wygląda więc trójwymiarowo, oprócz Paula, który jest płaski, jakby wycięty z kartonu, nieprawdziwy. Po lewej stronie od czwórki w kolorowych ubraniach stoi czwórka chłopaków ubranych w garnitury (figury woskowe), czyli dawne „wcielenia” Beatlesów. Tylko jeden z nich zamiast koszuli z krawatem ma czarny sweter i smutny wyraz twarzy.
- Instrument trzymany przez Paula jest koloru czarnego, który to kojarzony jest ze śmiercią.
- Nad głową Paula widać otwartą dłoń.

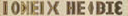
Wskazówka na płycie Sgt. Pepper’s Lonely Hearts Club Band. „1 one 1” oznacza 3 Beatlesów będących przy życiu, X oznacza zmarłego Paula. Drugi napis znaczy „On nie żyje”. Strzałka pomiędzy HE i DIE wskazuje dokładnie na Paula.

- Przykładając poziomo lustro do napisu na perkusji, tak by rozdzielało na pół napis „LONELY HEARTS” można odczytać „1 ONE 1 X HE ^ DIE”. Pierwszy napis po angielsku oznacza „jeden jeden jeden” – w sumie trzy, czyli tyle, ilu Beatlesów zostało. X oznacza Paula, którego już nie ma, został skreślony, postawiono na nim krzyżyk. Drugi napis znaczy „On nie żyje”. Strzałka pomiędzy HE i DIE wskazuje dokładnie na Paula.

Tył okładki
- Wszyscy Beatlesi stoją przodem, tylko Paul zwrócony jest tyłem.
- Teksty piosenek wydrukowane są wokół fotografii Beatlesów. Słowa „without you” („bez ciebie”) wychodzą z boku głowy Paula. Kciuk George’a Harrisona wskazuje na słowa „Wednesday morning at five o’clock” („w środę o piątej rano”) – ma to być czas śmierci Paula.
- Jeśli czytać odpowiednie fragmenty tekstów od lewej do prawej, układają się nam następujące zdania: „Somebody calls you, you answer quite slowly” („ktoś cię woła, odpowiadasz powolnie”), „Wednesday morning at five o’clock the day begins” („W środę o piątej rano dzień się zaczyna”), „Life flows on within you and without you” („życie płynie dalej w tobie i bez ciebie”), „You’re on your own, you’re in the street” („jesteś sam, jesteś na ulicy”).
- Ręka George’a układa się w literę L, ręce Johna Lennona wyglądają jak V, a splecione palce Ringo Starra układają się w literę E. Paul jest zwrócony tyłem, nic nie pokazuje, jest pusty, dziurawy (zero, O). Napis z rąk układa się więc w „L(O)VE” – „miłość”.

Wkładka

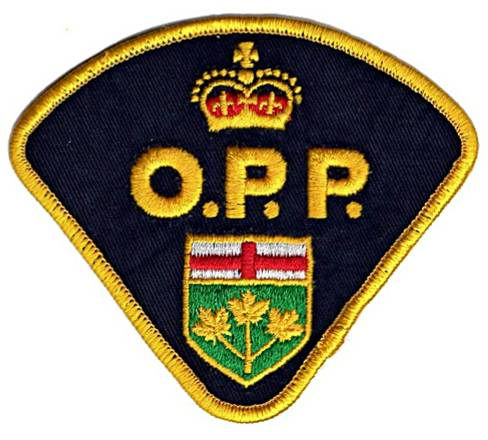
Naszywka O.P.P.

- Na ramieniu McCartneya znajduje się naszywka, na której widać skrót O.P.D lub O.P.P – O.P.D to znany w krajach anglojęzycznych skrót od officially pronounced dead (oficjalnie uznany za zmarłego)[8], a O.P.P to skrót od other people’s property (własność innych ludzi) – czyli oszust nosi nie swoje ubranie, korzysta z rzeczy Paula.
- Oszust William Campbell miał być policjantem w Kanadzie, więc O.P.D lub O.P.P może być skrótem od Ontario Police Department (Wydział Policji w Ontario) lub Ontario Provincial Police (Policja Prowincji Ontario).

### Magical Mystery Tour
- Napis BEATLES odczytany w lustrze wygląda jak numer telefonu 2317438 – rzekomo kiedy ludzie zaczęli dzwonić pod ten numer, usłyszeli głos w słuchawce mówiący „Jesteś coraz bliżej…”, po czym rozmowa była rozłączana.
- McCartney został przedstawiony w stroju morsa, a ten w książce „Alicja w Krainie Czarów” jest symbolem śmierci[1][8].
- Na zdjęciu umieszczonym na trzeciej stronie książeczki dołączonej do albumu McCartney siedzi na stole, na którym wypisano słowo „Byłem”.
- Na innym zdjęciu McCartney pozuje do zdjęcia na bosaka, co ma nawiązywać do tradycji chowania zmarłych bez obuwia[8].

### White Album
- Strona nr 7 – Paul tańczy. Jeśli przypatrzeć się uważniej, w jego kierunku sięgają ręce kościotrupa.
- Strona 14 – wyraźne zdjęcie Paula, na którym widać bliznę na górnej wardze.
- Strona 18 – w górnym prawym rogu, koło zdjęcia George’a Harrisona widać Williama Campbella przed operacją plastyczną.

### Yellow Submarine
- Żółta łódź podwodna wygląda, jakby była trumną zakopaną we wzgórzu.

Wskazówki w Filmie
- W trakcie piosenki All You Need Is Love, kiedy John Lennon śpiewa „yes, he’s dead” („tak, on umarł”), na ekranie słowo KNOW (wiesz) zmienia się w NOW (teraz).

### Abbey Road
- Beatlesi przechodzący przez ulicę przypominają orszak pogrzebowy: John reprezentuje księdza, Ringo – przedsiębiorcę pogrzebowego niosącego trumnę, Paul jest zmarłym, a George – grabarzem[8].
- Paul ma zamknięte oczy i bose stopy, co symbolizuje martwego człowieka.
- Paul nie idzie tak jak inni Beatlesi – ma do przodu wysuniętą prawą nogę, a inni lewą[8].
- Paul trzyma papierosa w prawej ręce, mimo że jest leworęczny.
- Po prawej stronie zaparkowany jest samochód z zakładu pogrzebowego lub karetka.
- Samochód daleko w tle wydaje się jechać prosto na Paula. (W rzeczywistości, samochody po tej stronie ulicy są zwrócone w drugą stronę.)
- Rejestracja Volkswagena Garbusa zaparkowanego po lewej stronie (281F) może być odczytana jako 28IF. Paul miałby w momencie zrobienia tej fotografii 28 lat, gdyby (ang. if) żył[8]. Na tej samej rejestracji są też litery LMW, mające oznaczać „Linda McCartney Weeps” („Linda McCartney szlocha”).

### Let It Be
- Zdjęcie Paula jako jedyne ma ciemne tło.
- Tylko Paul spogląda przed siebie, inni Beatlesi patrzą w bok.
- Paul ma gęstą brodę i zasłania usta mikrofonem, żeby ukryć bliznę na wardze i utrudnić rozpoznanie.

## Film o rzekomej śmierci McCartneya
O rzekomej śmierci Paula McCartneya powstał film pt. Paul McCartney Really Is Dead: The Last Testament of George Harrison (pol. Paul McCartney zginął. Historia oszustwa). Film powstał w 2010 w reżyserii Joela Gilberta. Autorzy filmu na podstawie taśm z zapisem „głosu Georga Harrisona” starają się udowodnić, że Paul McCartney rzekomo zginął w wypadku samochodowym, a jego miejsce od lat zajmuje sobowtór. Reżyser twierdzi, że 1 lipca 2005 pracownicy studia Highway 61 Entertainment w Hollywood odebrali niezamówioną przesyłkę, na której nie było adresu zwrotnego, ale stemple wskazywały, że została nadana w Londynie. W środku znajdował się dyktafon oraz dwie kasety podpisane słowami „Testament Georga Harrisona”. Głos na taśmach, podający się za członka legendarnej grupy The Beatles, opowiedział, że Paul McCartney ponoć zginął w wypadku samochodowym w listopadzie 1966, a brytyjskie służby miały specjalnie zmusić pozostałych członków grupy do zatajenia prawdy, ponieważ obawiano się fali masowych samobójstw załamanych fanów.

## Nawiązania
- The Rutles kilkakrotnie parodiowali legendę „Paul is dead”.
- Wydanie komiksu Batman autorstwa Franka Robbinsa z czerwca 1970 roku (wydawnictwa DC Comics) sparodiowało plotkę. W numerze tym Saul, członek grupy muzycznej Oliver Twists, zmarł i został zastąpiony sobowtórem. Okazuje się ostatecznie, że w wypadku zginęli wszyscy członkowie zespołu poza Saulem. Album, który trzyma Robin na okładce, to tył okładki albumu Sgt. Pepper’s Lonely Hearts Club Band.
- W serialu animowanym Simpsonowie pojawia się wiele odniesień do plotki[11], na przykład w odcinku Lisa the Vegetarian McCartney ogłosił, że w piosence „Maybe I'm Amazed” zamieścił ukryty przekaz o tym, iż jest wegetarianinem. Na końcu McCartney mówi: „Oh, and by the way, I’m alive” („A tak, przy okazji – ja żyję”).
- Serial John Safran's Music Jamboree zawiera odcinek poświęcony plotce, po którym nastąpiła pozorowana informacja o śmierci George’a Harrisona (Harrison zmarł w 2001 roku).
- Książka Our Dumb Century napisana przez autorów magazynu The Onion zawiera fałszywy nagłówek z 21 stycznia 1981 roku, który brzmi: „Secret Album-Cover Clues Reveal John Lennon Is Dead” („Tajna okładka albumu wskazuje, że John Lennon nie żyje”).
- W filmie Bezsenność w Seattle grany przez Toma Hanksa Sam Baldwin, po powrocie do domu, słyszy od syna Jonaha słuchającego również w tym czasie albumu: „Dad, this is incredible. If you play it backward it says Paul is dead.” („Tato, to niewiarygodne. Jeśli puścisz to od tyłu, słychać: Paul is dead”)[12].
- W odcinku 819 serialu Mystery Science Theater 3000 pt. Invasion of the Neptune Men urządzenie nagrywa do tyłu. Tłum ironicznie dowcipkuje: „Paul is a dead man! Miss him! Miss him!” („Paul jest martwy! Tęsknimy za nim! Tęsknimy za nim!”).
- W październiku 1974 roku The National Lampoon Radio Hour wyemitowało skecz pt. „Rip Van Ripple”, w którym dziennikarz rozmawia z hipisem–autostopowiczem, który zapadł w śpiączkę w 1966 roku i wybudził się z niej w roku 1974. Fragment tej rozmowy brzmi:

Autostopowicz: Hej, czy Paul McCartney ciągle nie żyje?
Dziennikarz: Nie, ponownie żyje.
- W usuniętej scenie filmu Idź twardo: Historia Deweya Coxa Jack Black, jako McCartney, mówi: „Of course I remember, I’m not dead, or am I” („Oczywiście, że pamiętam, przecież nie umarłem...prawda?”).
- Pod koniec jednego z odcinków serialu animowanego Bobby kontra wapniaki pojawia się kilkusekundowa cisza, po której Dale Gribble mówi: „Hank is a dead man! Miss him! Miss him!” („Hank jest martwy! Brakuje nam go! Brakuje nam go!”).
- Wiele grup muzycznych nagrało piosenki poświęcone plotce, na przykład:
  - Zespół SR-71 na albumie Now You See Inside zamieścił piosenkę pt. „Paul McCartney”, w której odwołują się do jego rzekomej śmierci.
  - Zespół The Union Underground nagrał piosenkę pt. „Turn Me On, Mr. Dead Man”, która jest nawiązaniem do słów Turn me on, dead man, które można usłyszeć po odtworzeniu od tyłu piosenki Beatlesów „Revolution 9”.
  - Zespół Beat Happening nagrał piosenkę „You Turn Me On”, w której chór powtarza przez cały utwór słowa Turn me on, dead man.
  - Zespół Game Theory na albumie Lolita Nation zamieścił piosenkę pt. „Turn Me On, Dead Man”.
  - Zespół The Matches nagrał piosenkę „December Is for Cynics”, której fragment brzmi: But Snopes.com said if you play „Strawberry Fields” the wrong way, you can hear Lennon’s ghost say „I buried Paul” (Ale Snopes.com twierdzi, że jeśli odtworzysz „Strawberry Fields” w złą stronę, usłyszysz ducha Lennona mówiącego „Pochowałem Paula”).
  - Islandzki zespół Retro Stefson nagrał piosenkę pt. „Paul is dead”, odwołującą się do plotki.
  - Australijski zespół Crowded House nazwał jedną ze swych koncertowych kompilacji (dostępnych jedynie dla członków fanklubu) „Paul Is Dead”, wykorzystując okazję, iż jeden z członków zespołu również nosił imię Paul.

## Zakończenie
Nie zarejestrowano żadnego wypadku samochodowego z udziałem McCartneya, jakkolwiek w pierwszym tygodniu stycznia 1967 roku zanotowano, iż na autostradzie M1 w okolicach Londynu miał miejsce wypadek z udziałem Mini Coopera należącego do McCartneya, ale samochodem tym kierował nie on, a Marokańczyk Mohammed Hadjij. 26 grudnia 1965 roku McCartney miał drobny wypadek na motorowerze, wybił sobie zęby i zranił wargę (powstała blizna). Twierdził potem, że wąsy zapuścił, by ją ukryć.
W październiku 1969 roku Paul McCartney oficjalnie zdementował pogłoski o swojej śmierci, a w roku 1970 w wywiadzie dla magazynu Rolling Stone John Lennon, zapytany o tajne przekazy ukryte w piosenkach i okładkach, odpowiedział: „To stek bzdur. Wszystko wymyślono”.
Nieznany jest autor bądź autorzy tej legendy. Podejrzewani są o to autorzy artykułu w The Times-Delphic, zespół The Beatles bądź ich wytwórnia płytowa Apple Records w celu zwiększenia sprzedaży albumów bądź też fani zespołu.